# Hwang Ik-hwan
Hwang Ik-hwan (koreanisch 황익환; * 19. Mai 1965) ist ein ehemaliger südkoreanischer Eisschnellläufer.
Hwang nahm von 1985 bis 1989 an internationalen Wettbewerben teil. Dabei startete er bei sechs Läufen im Eisschnelllauf-Weltcup und erreichte im Dezember 1985 in Berlin mit dem 22. Platz über 1000 m sowie im Februar 1989 in Innsbruck mit dem 22. Platz über 1500 m seine beste Platzierung im Weltcup. Bei den Winter-Asienspielen 1986 in Sapporo wurde er Vierter über 1000 m und holte über 1500 m die Bronzemedaille. Bei der Mehrkampfweltmeisterschaft 1987 in Heerenveen belegte er den 26. Platz im Großen Vierkampf und bei den Olympischen Winterspielen 1988 in Calgary den 36. Platz über 5000 m sowie den 26. Platz über 1500 m.

## Persönliche Bestleistungen
| Disziplin | Zeit         | Datum            | Ort        |
| --------- | ------------ | ---------------- | ---------- |
| 500 m     | 38,55 s      | 14. Februar 1987 | Heerenveen |
| 1000 m    | 1:18,20 min  | 4. November 1987 | Inzell     |
| 1500 m    | 1:56,50 min  | 13. Februar 1988 | Calgary    |
| 3000 m    | 4:10,78 min  | 10. Januar 1988  | Inzell     |
| 5000 m    | 7:10,65 min  | 13. Februar 1988 | Calgary    |
| 10.000 m  | 16:12,35 min | 8. Februar 1985  | Seoul      |